# Hatebreeder
Hatebreeder er det andet album fra det finske metalband Children of Bodom. Albummet blev udgivet 26. april 1999 i Finland gennem Spinefarm Records, 4. maj i USA via Nuclear Blast America, og 18. maj i resten af verden ligeledes via Nuclear Blast.
Children of Bodom har igennem deres karriere været kendt for den store musikalske spændvidde, som rækker fra black metal gennem power metal til industrial metal. I denne sammenhæng følger Hatebreeder op på Something Wilds meget aggressive black metal-lyd med at udforske aspekter af neoklassisk metal. Denne tendens er blevet tydeligere af, at der i flere af sangene er indarbejdet passager fra kompositioner af Wolfgang Amadeus Mozart, en af sangskriver Alexi Laihos største inspirationskilder ifølge ham selv.
Indspilningen af albummet var præget af flere problemer og et kaotisk produktionsforløb. Alligevel blev albummet godt modtaget i hjemlandet Finland, hvor det nåede op på en 6. plads på hitlisten. Det kom dog ikke på nogle større hitlister i resten af verden, med undtagelse af Tyskland hvor albummet nåede en 76. plads på hitlisten.
På trods af de ved udgivelsen relativt beskedne salgstal, vandt albummet guld i Finland i 2007, og er senere blevet Children of Bodoms mest solgte album i Finland nogensinde. Det indeholder Hatebreeder flere af Children of Bodoms mest populære sange som f.eks. "Silent Night, Bodom Night", "Towards Dead End" og "Downfall".

## Produktion
Hatebreeder blev, ligesom bandets debut Something Wild, produceret af Anssi Kippo og indspillet i dennes Astia Studios. Det var derudover det første Children of Bodom-album til at blive mixet af deres senere producer Mikko Karmila.
Allerede inden bandet gik i studiet, havde de indspillet fem af albummets ni sange som demobånd, og det meste af sangskrivningen, mente man derfor, var på plads. Alligevel ændrede Alexi Laiho ofte både tekst- og musikmæssigt på sangene, mens bandet var i studiet, og det endte derfor nogle gange i situationer, hvor resten af medlemmerne slet ikke lavede noget.
Derudover var produktionen af albummet plaget af flere problemer, deriblandt problemer med trommerne, trommestikkerne og guitaristernes plektre, og da der ikke var nogen musikforretning i nærheden, måtte bandet nøjes med at bruge de forhåndenværende instrumenter. Et yderligere problem bestod i, at nogle af medlemmerne, navnlig Wirman og Seppälä, stadig gik i skole og dermed ikke altid havde tiden til at være i studiet.
Oprindeligt skulle albummet have heddet Towards Dead End (efter sangen af samme navn som bandet allerede havde haft indspillet lang tid i forvejen), men de endte dog med at beslutte sig for Hatebreeder.
Albummet er samtidig det første (og hidtil eneste), hvorpå Alexi Laihos daværende kæreste Kimberly Goss medvirker – som supplerende vokal/skrig på sangen "Black Widow". Derudover har hun skrevet sangteksten til en af sangene.
Hatebreeder gør også tydeligt brug af "war yells" ("krigsråb") i højere grad end på debutalbummet.
Ved indspilningen af Hatebreeder tog bandet også fat i to gamle sange, "Towards Dead End" og bandets første single Children of Bodom, stemte guitarerne op fra C# til D, og genindspillede dem til brug på albummet. Derudover indspillede de også to coversange: "No Commands", et Stone-cover, og "Hellion", som var et W.A.S.P.-cover. Sidstnævnte blev dog aldrig brugt, da bandet mente, at resultatet var for dårligt. Dog blev "Hellion" senere, i 2000, genindspillet i en anden sammenhæng og udgivet på singlen Hate Me!.

## Modtagelse
For at gøre reklame for Hatebreeder udgav Children of Bodom singlen "Downfall" to uger inden albummets officielle udgivelse i april. Singlen blev meget godt modtaget, da den endte som nummer 1 på den finske hitliste og blev certificeret til guld i Finland.
Hatebreeder blev modtaget blandet af anmelderne: All Music Guide kaldte musikken "højere, hurtigere og tungere end deres første udgivelse", men kritiserede samtidig albummet for blandt andet den "frygtelige vokal" og konkluderede, at det alt i alt ikke levede op til standarden for Children of Bodom-album.
Klarheden i vokalen blev derimod rost i en anmeldelse på ultimate-guitar.com, omend de fleste også pointerede, at det tog noget tid at vænne sig til den meget black metal-inspirerede vokal.
I Finland havnede albummet i sin første uge efter udgivelsen på en 12. plads på hitlisten, men rykkede allerede ugen efter op på en 6. plads, og det blev dermed Children of Bodoms første album til at opnå en hitlisteplacering i top 10 (Something Wilds højeste placering var en 20. plads). Omvendt lå Something Wild i sin tid på hitlisten i væsentligt længere tid, end Hatebreeder kom til at gøre: Something Wild tilbragte en enkelt uge i 1997 samt 11 uger i 1998 på hitlisten, hvorimod Hatebreeder kom til at ligge 8 uger på hitlisten og faldt ud allerede i uge 15 1999.
Selvom albummet solgte udmærket, blev der ikke solgt nok til at sende albummet på hitlisten i andre lande med undtagelse af den tyske hitliste, hvor det nåede en 76. plads.
I årene efter Children of Bodoms gennembrud er salgstallet for Hatebreeder også steget: Albummet blev certificeret til en guldplade i 2007 for 15.000 solgte eksemplarer i Finland, og er med sine 29.142 (november 2008) solgte eksemplarer det mest solgte Children of Bodom-album hidtil.

## Turnéer
Children of Bodom spillede i løbet af april-maj-juni 1999 tre koncerter i Finland – i øvrigt første gang bandet turnerede som hovednavn. Den første af koncerterne fandt dog sted to dage før udgivelsen af Hatebreeder.
De tre Finlandskoncerter blev fulgt af optrædener ved fire sommerfestivaler senere i juni måned samt tre dages Japanturné i juli sammen med In Flames og Laihos andet band Sinergy – to af koncerterne i Japan blev i øvrigt optaget, og materiale derfra blev senere udgivet som livealbummet Tokyo Warhearts, hvis navn er en henvisning til Hatebreeders første nummer, "Warheart".
Den første, og eneste, egentlige Hatebreeder-turné var en halvanden-måneds intensiv Europaturné, som bandet tog på i september-oktober 1999 som støtteband for Arch Enemy, Dark Tranquillity og In Flames. Turnéen gik gennem Tyskland, Holland, Belgien, Tjekkiet, Schweiz, Østrig, Italien, Frankrig, Spanien, Sverige, Norge og Finland og var på det tidspunkt deres hidtil længste turné.
Efter Europaturnéen lå bandet stille fra oktober 1999 og frem til maj 2000, hvor de optrådte på en græsk musikfestival. Herefter fulgte et par sommerfestivaler i juli samt en enkelt i august, hvorefter bandet gik i studiet for at indspille Hatebreeders efterfølger, Follow the Reaper.

## Musikalsk stil
På Hatebreeder er der, i forhold til Something Wild, større fokus på melodier og teknik samt hastighed. Blandt andet takket være en tydeligere bas virker albummet også i en vis grad tungere end sin forgænger, og flere har da også sagt, at det var på Hatebreeder, at bandet for alvor "opfandt" den specielle Children of Bodom-musikstil med den kombinerede hurtighed, aggression og melodi. Daværende guitarist Alexander Kuoppala har kaldt albummet "et meget teknisk og klart album" sammenlignet med Something Wild, som han beskrev som "meget meget primitivt og aggressivt".
Derudover fremviser Children of Bodom i højere grad end tidligere en metalstil, som virker inspireret af neoklassisk metal, hvilket hovedsageligt skyldtes, at bandets centrale komponist, Alexi Laiho, på det tidspunkt var stor fan af den neoklassiske metalguitarist Yngwie Malmsteen. Til denne ændrede metalstil bidrager også Janne Wirmans tydelige keyboardlyd.
Opfattelsen af albummet (og bandet) som neoklassisk metal blev yderligere forstærket af flere passager af klassisk musik, som bandet havde indarbejdet i deres sange, ligesom det var set på debutalbummet Something Wild. Blandt andet kan man høre en passage fra Mozarts Klaverkoncert Nr. 20 i D mol i sangen "Black Widow," mens sangen "Hatebreeder" indeholder en passage fra Nattens Dronning-arien fra Tryllefløjten, som også er et værk af Mozart. Laiho har nævnt Mozart (og i øvrigt også Bach og Beethoven) blandt sine største inspirationskilder.

## Omslag
Omslaget til Hatebreeder er, ligesom omslaget til bandets debutalbum Something Wild, designet af den canadiske kunstner Graham French. Det forestiller manden med leen stående foran Bodomsøen i Finland. Omslaget blev dermed anden del af en række omslag med manden med leen.
Motivet er efterfølgende blevet brugt på flere trøjer. Den ene af trøjerne har et rygmotiv med sætningen "From now on we are enemies, you and I", som er introteksten til "Warheart," den første sang på albummet.

## Spor
Hatebreeder indeholder ni originale Children of Bodom-sange, hvoraf størstedelen er skrevet og komponeret af Alexi Laiho. Undtagelserne er "Silent Night, Bodom Night" (tekst: Kimberly Goss) og "Bed of Razors" (musik: Laiho/Kuoppala). Visse udgaver af albummet indeholder et bonusnummer.
Originale numre
| 1. "Warheart" – 4:08 Sangen begynder med et citat fra filmen Amadeus (et af eksemplerne på Alexi Laihos interesse for Mozart), fulgt af en intensiv brug af blast beats. Den er blevet beskrevet som en af Children of Bodoms hurtigste sange nogensinde og har lagt navn til bandets første livealbum, Tokyo Warhearts. Som et ekstra kuriosum kan det nævnes, at nummeret er præcis lige så langt som åbningssangen på bandets fjerde studiealbum Hate Crew Deathroll. 2. "Silent Night, Bodom Night" – 3:12 En af Children of Bodoms mere populære sange. Teksten, som er skrevet af Alexi Laihos daværende kæreste Kimberly Goss, omhandler Bodommordene, og sangen er, sammen med "Children of Bodom", de to sange på albummet som fortsætter bandets tradition om at have en sang, der omhandler mordene, på hvert album. 3. "Hatebreeder" – 4:19 En sang som begynder i vanligt højt tempo, men som i anden halvdel af sangen viser tydelig inspiration fra neoklassisk metal. 2:49 minutter inde i nummeret er der en kort solo, som er taget direkte fra en sopranlinje i arien "Nattens Dronning" fra Mozarts opera Tryllefløjten. 4. "Bed of Razors" – 3:57 En langsommere og mere melodisk sang, som Laiho skrev til Kimberly Goss, der på det tidspunkt var hans kæreste. Musikken er skrevet af Laiho og Kuoppala i samarbejde, og sangen skulle oprindeligt have heddet "Red Light in My Eyes Pt. 3" (de to første dele findes på Something Wild). 5. "Towards Dead End" – 4:54 En af Children of Bodoms bedst kendte sange overhovedet. Den centrale melodi på nummeret blev oprindeligt skrevet helt tilbage i tiden, da bandet kaldte sig Inearthed, og kan høres i sangen "Homeland II: Shining" på demoen Shining. Senere blev melodien brugt til "Towards Dead End" og indspillet til singlen Children of Bodom i 1998, samt spillet ved flere koncerter samme år. Den "gamle" version, hvor guitarerne var stemt ned til C#, blev udgivet på de to finske metalopsamlingsalbum Helldorado og Spinetingler. | 1. "Black Widow" – 3:58 Keyboardintroen til sangen, som på nogle afspillere fejlagtigt registreres som slutningen på "Towards Dead End", er taget fra filmen Miami Vice, som bandet er stor fan af, og guitarriffet 1:05 inde i sangen er taget fra Mozarts "Klaverkoncer Nr.20 i D mol". Nummeret er det første, hvorpå man kan høre Kimberly Goss, som kan høres i skriget 1:45 inde i sangen. 2. "Wrath Within" – 3:52 En trommedomineret og "dyster" sang. Den er ikke blevet specielt kendt og er aldrig blevet spillet til koncerter. Laiho har i et interview udtalt, at sangen musikalsk set ikke giver nogen mening, og at det ikke virker som en sang, men snarere en stor samling riffs. 3. "Children of Bodom" – 7:08 Bandets titelsang. Sangen blev oprindeligt udgivet som en single, Children of Bodom, i 1998, men blev ved Hatebreeder-indspilningerne genindspillet denne gang i D-dur. Visse passager i sangen er inspireret af det finske thrash metal-band Stone. Sangen slutter med sætningen "Something Wild has survived," der kan ses som en henvisning til bandets debutalbum Something Wild. 4. "Downfall" – 4:33 Sangen blev oprindeligt kaldt "Harjunpää", men omdøbt "Forevermore" og spillet live for første gang til en koncert i Rusland i begyndelsen af september 1998. Først senere blev den omdøbt igen – denne gang til "Downfall". Til optrædener har bandet ofte spillet sangen som deres sidste inden koncerten sluttede. Sangen er også blevet udgivet som en single, Downfall. |

Diverse bonusnumre
| - "No Commands" – 4:49 En coverversion af et Stone-nummer fra albummet Stone fra 1988. Sangen blev oprindeligt indspillet i 1998 og udgivet som B-side på singlen Downfall. Udgivet på den japanske udgivelse og Deluxe Edition. | - "Downfall (live)" – 4:07 En liveoptagelse af nummeret "Downfall". Denne version af nummeret blev taget fra livealbummet Tokyo Warhearts, som allerede var udkommet, da den sydkoreanske udgave af Hatebreeder udkom i 2000. Udgivet på den sydkoreanske udgivelse. |